# Red Orchestra 2: Heroes of Stalingrad
Red Orchestra 2: Heroes of Stalingrad est un jeu vidéo de tir tactique multijoueur à l'approche réaliste développé par Tripwire Interactive. Annoncé en mai 2009 et sorti le 13 septembre 2011, il fait suite à Red Orchestra: Ostfront 41-45. Comme le suggère le titre, cet opus se focalise sur la bataille de Stalingrad opposant la Wehrmacht et l'Armée rouge.

## Système de jeu
Heroes of Stalingrad reprend les bases du précédent opus tout en bénéficiant de nouvelles améliorations telles que de nouveaux modes de jeu, la couverture à la première personne combinée au tir à l'aveugle, un système de commandement d'escouades, un système de détection avancée des dommages corporels, une blessure non-critique pouvant être soignée par un bandage, le franchissement d'obstacles, l'ajustement de la visée au fusil (avec ou sans lunette) selon la portée, la destructibilité des bâtiments.

## Développement

### Bande-son[3]
Le compositeur Sam Hulick (Mass Effect 1 et 2) a été choisi pour composer et produire plus de 80 minutes de musique. La bande-son se veut rafraichissante parmi les musiques grandiloquentes que sont celles du genre.
Heroes of Stalingrad comprend un système unique de musique dynamique, en cours de jeu, le climat émotionnel de la bande sonore évolue en fonction du moral du joueur, lui-même dépendant du déroulement de la bataille. Chaque camp dispose de sa propre bande-son.

## Extensions
En mai 2010, Tripwire Interactive a annoncé le développement de Rising Storm, une extension développée par une autre équipe, issue de la communauté, et qui se consacre à la Guerre du Pacifique. L'extension, stand-alone, est sortie le 30 mai 2013. Les batailles de Peleliu, Saipan et d'Iwo Jima sont notamment jouables.
Moins officielle, l'extension In Country: Vietnam, développée avec le soutien de Tripwire Interactive par l'équipe à l'origine du mod Mare Nostrum, pour Red Orchestra: Ostfront 41-45, tâchera quant à elle de retranscrire avec précision certains évènements de la guerre du Viêt Nam.
Divers autres mods sont également en cours de développement tels que Iron Europe: 1914-1916 qui se consacrera à la Première Guerre mondiale ou encore Karelian Front qui se basera sur la Guerre de Continuation sur le front finlandais.

### Vidéos
- [vidéo] Bande-annonce
- [vidéo] Aperçu du gameplay